# ترافيس سكوت (لاعب هوكي الجليد)
ترافيس سكوت هو لاعب هوكي الجليد كندي، ولد في 14 سبتمبر 1975 في Kanata, Ontario ‏ في كندا.

## وصلات خارجية
- ترافيس سكوت على موقع دوري الهوكي الوطني (الإنجليزية)
- ترافيس سكوت على موقع EliteProspects.com (الإنجليزية)
- ترافيس سكوت على موقع Eurohockey.com (الإنجليزية)
- ترافيس سكوت على موقع HockeyDB.com (الإنجليزية)
- ترافيس سكوت على موقع Hockey-Reference.com (الإنجليزية)